# La barca a Giverny
La barca a Giverny (in francese La barque à Giverny, chiamato anche En norvégienne) è un dipinto a olio su tela (98x131 cm) realizzato nel 1887 circa dal pittore francese Claude Monet. È conservato nel Musée Marmottan Monet di Parigi.
Questo quadro raffigura una gita in barca sul fiume Epte, a Giverny.